# Lacconectus pseudonicolasi
Lacconectus pseudonicolasi är en skalbaggsart som beskrevs av Michel Brancucci 2003. Lacconectus pseudonicolasi ingår i släktet Lacconectus och familjen dykare. Inga underarter finns listade i Catalogue of Life.